# 407 Arachne
407 Arachne је астероид главног астероидног појаса. Приближан пречник астероида је 95,07 km,
а средња удаљеност астероида од Сунца износи 2,626 астрономских јединица (АЈ).
Инклинација (нагиб) орбите у односу на раван еклиптике је 7,530 степени, а орбитални период износи 1554,575 дана (4,256 године). Ексцентрицитет орбите астероида износи 0,070.
Апсолутна магнитуда астероида износи 8,88 а геометријски албедо 0,054.
Астероид је откривен 13. октобра 1895. године.